# Pierre Samot
 (mars 2009).
Si vous disposez d'ouvrages ou d'articles de référence ou si vous connaissez des sites web de qualité traitant du thème abordé ici, merci de compléter l'article en donnant les références utiles à sa vérifiabilité et en les liant à la section « Notes et références ».
Pierre-Jean Samot, né le 21 août 1934 à Fort-de-France (Martinique) et mort le 14 juin 2024 au Lamentin (Martinique), est un homme politique français. Il est maire du Lamentin de 1989 à 2018 et député de 2002 à 2003.

## Biographie
Pierre Samot est un artisan maçon à la retraite et ancien membre du Parti communiste martiniquais (PCM). Il commence sa carrière politique auprès de l'ancien maire du Lamentin, Georges Gratiant, dont il devient le 1er adjoint de 1983 à 1989. En 1987, il est élu conseiller général puis en 1989, maire du Lamentin.
En 1998, à la suite de désaccords avec Georges Erichot, secrétaire-général du PCM, il fonde avec quelques dissidents son propre parti politique Bâtir le pays Martinique,. En 1995, Pierre Samot est mis en examen pour favoritisme et trafic d'influences dans le cadre de l'affaire « des marchés publics » de la mairie du Lamentin. Mais malgré ses démêlés judiciaires, il parvient à se faire réélire avec panache maire du Lamentin avec 84,66 % des voix.
Aux élections régionales de 1998, la liste dissidente « Bâtir le pays Martinique » conduite par Pierre Samot obtient 4 sièges au Conseil régional. Les 4 élus de la liste votent en bloc en faveur d'Alfred Marie-Jeanne lors de l'élection du Président.
Le 16 juin 2002, Pierre Samot a été élu député dans la 3e circonscription de la Martinique, en battant le député sortant, Camille Darsières (PPM). Mais son élection a été invalidée par le Conseil constitutionnel le 27 février 2003 et il a été remplacé par son suppléant Philippe Edmond-Mariette.
Aux élections régionales de mars 2004, sa liste « Alliance pour le pays Martinique » obtient 19 994 voix et elle fusionne au second tour avec celle conduite par Madeleine de Grandmaison du PPM. Il sera à nouveau élu conseiller régional sur la liste de l'union de la gauche « convergences martiniquaises » conduite par Madeleine de Grandmaison. Pierre Samot, entrepreneur en bâtiment de son état fut aussi président de la Chambre des métiers de la Martinique durant plusieurs années.
Lors des élections municipales des 9 et 16 mars 2008, Pierre Samot se présente pour la 4e fois à la mairie du Lamentin en présentant sa liste rajeunie intitulée « Lamentin passionnément ». Le 9 mars 2008, Pierre Samot est réélu à 74 ans maire du Lamentin dès le premier tour avec 8 319 voix soit 76,40 % des suffrages exprimés.
Pierre Samot a été élu président de la CACEM (Communauté d'agglomération du Centre de la Martinique), le 11 avril 2008.
Aux élections régionales de mars 2010, Pierre Samot connaît un revers électoral, sa liste « Croire en nous-mêmes » obtient un faible score 5131 voix soit 3,97 % des suffrages et ne parvient pas à se maintenir au second tour.
En novembre 2018, Pierre Samot met un terme à son mandat de maire du Lamentin et passe le flambeau à son premier adjoint David Zobda et ne reste que conseiller municipal,.
Le 20 novembre 2020, il reçoit un diplôme de maire honoraire  du Lamentin pour honorer ses 29 ans, 8 mois et 8 jours passés à la tête de cette commune. Pour lui rendre un hommage de son vivant, la piscine olympique communautaire du Lamentin a été nommée le 27 février 2022 du nom de Pierre Samot.
Pierre Samot meurt le 14 juin 2024 au Lamentin à l'âge de 89 ans.

## Détail des fonctions et des mandats
Mandat parlementaire
- 19 juin 2002 - 27 février 2003 : député  de la 3e circonscription de la Martinique

Mandats locaux
- 1987 - 1993 : conseiller général du canton du Lamentin-2-Nord
- 12 mars 1989 - 20 novembre 2018 : maire du Lamentin
- 1998 - 2002 : conseiller régional de la Martinique
- 2001 - 2002 : conseiller général du canton du Lamentin-1-Sud-Bourg
- 2001 - 2008 : 1er vice-président de la communauté d'agglomération du Centre de la Martinique (CACEM)
- 2004 - 2010 : conseiller régional de la Martinique
- 11 avril 2008 - 11 avril 2014 : président de la communauté d'agglomération du Centre de la Martinique

## Publication
- An nèg sé an sièk, Éditions Autre Mer, 2005 (autobiographie, préface de Raphaël Confiant)